# Teodósio, o Diácono
Teodósio, o Diácono (em grego: Θεοδόσιος ο Διάκονος; romaniz.: Theodósios o Diákonos) foi um poeta bizantino que viveu no século X. É conhecido apenas através de sua obra O Saque de Creta (em grego: Ἅλωσις τῆς Κρήτης; em latim: De Creta capta), um poema épico em 1039 linhas de 12 sílabas, escrito em 962/963 para celebrar a recaptura da ilha de Creta dos árabes em 961 pelo general Nicéforo Focas.